# Poniec-Folwark
Poniec-Folwark – osada w Polsce położona w województwie wielkopolskim, w powiecie gostyńskim, w gminie Poniec.
W latach 1975–1998 miejscowość należała administracyjnie do województwa leszczyńskiego.